# Uluru
Uluru (Ayers Rock), kameno brdo, navodno najveći kameni monolit na svijetu smješten u južnom dijelu Sjevernog teritorija, 450 kilometara jugozapadno od Alice Springsa, Australija. Uluru je građen od crvenog pješčenjaka, obujma je 9,4 kilometra a uzdiže se na 240 metara visine i nalazi se na području nacionalnog parka Uluru. Za Aboridžine je ova drevna crvena stijena oduvijek bila sveto i mistično mjesto. Danas je prerasla i u nacionalni simbol. To je brdo od pješčenjaka koje su kretanja Zemljine kore izgurala na površinu prije otprilike 500 milijuna godina. Najveći dio brda danas je pod okolnim morem pješčanih dina. Vidi se samo zaravnjeni vrh visok 385 m. Kamenu prašinu široku oko 3 km prekrivaju fini paralelni utori. Pri dnu Ayers Rock ima opseg 10 km, a na svim stranama u njemu su urezane špilje i rupe. Na sjeveroistočnoj strani odvojila se kamena ploča visoka 150 metara, koju nazivaju klokanov rep. 
 Kako Sunce putuje po nebu, tako se Ayers Rock žari u različitim bojama. U zoru ima narančasti sjaj koji preuzima od izlazećeg sunca. U rano jutro sjene mu daju tamnije, hrđave tonove. U suton se pretvara u spektakularnu, grimiznu masu koja podsjeća na divovski komad užarenog ugljena. 
Ovdje kiša vrlo rijetko pada, ali kad pada, može biti obilna. Nakon kišne oluje niz visoke stijene spušta se voda, a u pukotinama u stijeni oblikuju se rupe ispunjene vodom. No, najveći dio kiše odlazi u okolnu ravnicu u kojoj rastu biljke kao što su plavosivo sandalovo drvo, eukaliptus i nasadi mulge (vrsta akacije), a među pješčanim dinama i pustinjski hrastovi i trava. Igličasto lišće hrastova smanjuje gubitak vlage, a njihova debela kora štiti ih od vrućine. Na južnoj strani nalazi se jezerce Mutitjulu (naziva se i Maggieni izvori) u kojem vode ima stalno, osim u najsušim razdobljima. I u nekim drugim udubinama voda se zadržava tjednima, ili čak mjesecima, no većinom brzo ispari zbog velike vrućine.
Aboridžini vjeruju da su vodene zmije koje žive u tim bazenima njihovi stražari. Ovdje žive i vrlo otrovne kraljevske smeđe zmije (Pseudechis australis) i zapadne smeđe zmije (Pseudonaja nuchalis), dugačke oko 1,8 m. Žabe, gušteri, tobolčarske krtice i skočimiševi koji žive u pješčanim dinama lak su plijen za zmije. A njima se hrane i dingi, australski divlji psi koji znaju očistiti logorišta i mjesta za piknike.
Golemi crveni klokani katkad brste biljke u ovome području, a sramežljiviji i manji valarui dane provode u špiljama u stijeni. Ovdje uspijeva preživjeti i oko 150 vrsta ptica, među kojima su i veliki emui koji ne mogu letjeti, kao i australski orlovi.
Narod Anangu, australski Aboridžini koji žive u ovome području, Ayers Rock nazivaju Uluru. To je mjesto štovanja koje je tisućama godina bilo u središtu njihova života i dio je njihova životnoga zakona Tjukurpe. Taj zakon uključuje i obveznu brigu za zemlju. Od 1985. Ayers Rock dio je nacionalnoga parka Uluru, koji pokriva 1300 četvornih kilometara a u vlasništvu je i pod upravom naroda Anangu. Za njih je područje Ulurua mjesto na kojem se susreću putovi njihovih predaka. Svaki dio stijene, svaka litica, kamen ili špilja ima neko sveto značenje, a neke špilje, osobito u klancima Mutitjulu i Kantju, ukrašene su aboridžinskim slikarijama izrađenim okerom, pepelom i ugljenom.

## Turistička atrakcija
Ayers Rock Europljanima nije bio poznat sve do 70-ih godina 19. stoljeća kad su dva istraživača, Ernest Giles i William C. Gosse, došla u ovo područje. Nazvali su stijenu po Henryju Ayersu tadašnjem premijeru države Južna Australija.
U današnje vrijeme stijenu na godinu posjeti više od pola milijuna turista. Turističko središte Yulara nalazi se 18. kilometara sjeverno odavde. Za šetnju oko Ayers Rocka potrebna su oko četiri sata, a možete ga obići i brže, vozeći se na stražnjem sjedištu motocikla. Kraća pješačka tura ide stazom Liru. Aboridžinski vodiči objasnit će vam svoju kulturu i pokazati neke namirnice kojima se hrane, kao što su „jabuke“ koje rastu na stablima mulge (odnosno šiške koje stvaraju ose). Penjanje do vrha traje oko dva sata, no aboridžinska kultura tako nešto ne poznaje i stoga obeshrabruje. Ako se predviđa temperatura viša od 38° C, penjanje je zabranjeno, jer bi u takvim uvjetima tjelesni napor mogao biti opasan.
Posjetitelje se u Uluruu dočekuje drevnim pozdravom: „Pukulpa pitjama Ananguku Ngurakutu“, odnosno: „Dobrodošli u aboridžinsku zemlju!“

## Poveznice
- Nacionalni park Uluru Kata Tjuta

## Vanjske poveznice
- Uluru (Ayer's Rock)  Arhivirana inačica izvorne stranice od 25. lipnja 2008. (Wayback Machine)